# Buffonellaria acutirostris
Buffonellaria acutirostris is een mosdiertjessoort uit de familie van de Celleporidae. De wetenschappelijke naam van de soort is voor het eerst geldig gepubliceerd in 2006 door Seo & Gong.